# کالکار
شهر کالکار (به آلمانی: Kalkar) در ایالت نوردراین-وستفالن در کشور آلمان واقع شده‌است.